# Fallopia convolvulus
Fallopia convolvulus é uma espécie de planta com flor pertencente à família Polygonaceae. 
A autoridade científica da espécie é (L.) Á. Löve, tendo sido publicada em Taxon 19(2): 300. 1970.

## Portugal
Trata-se de uma espécie presente no território português, nomeadamente em Portugal Continental, no Arquipélago dos Açores e no Arquipélago da Madeira.
Em termos de naturalidade é nativa de Portugal Continental e introduzida nos Arquipélago dos Açores e da Madeira.

## Protecção
Não se encontra protegida por legislação portuguesa ou da Comunidade Europeia.